# Campeonato Catarinense de Futebol - Série C
O Campeonato Catarinense de Futebol - Série C é uma competição que equivale ao terceiro nível do futebol de Santa Catarina. É organizado pela Federação Catarinense de Futebol, responsável pelo futebol profissional no estado. Acima desta divisão, estão a Série A e a Série B, que reúnem os principais clubes do estado.

## História
Em 2004 o futebol catarinense sofreu uma reestruturação, conforme a Lei N°. 10.671/03 do Estatuto do Torcedor, as 1ª e 2ª divisões foram extintas. Com isso, foram criadas 3 novas séries, que eram chamadas de A1, A2 e B1.
Durante dois anos, o terceiro escalão do futebol de Santa Catarina foi disputado com o nome de Série B1. A partir de 2006, a denominação mudou e o campeonato passou a ser chamado de Divisão de Acesso. As antigas A1 e A2, foram nomeadas como Divisão Principal e Divisão Especial respectivamente.
A partir de 2014, nova reformulação no nome das competições. A primeira divisão passou a ser chamada de Série A, e as outras divisões Série B e Série C.
A terceira divisão do campeonato catarinense, serve também como porta de entrada para a profissionalização de clubes do estado. Por ser um torneio mais curto, facilita para os clubes com menor força econômica, garantindo para o campeão o acesso a segunda divisão estadual, divisão essa com maior visibilidade ajudando assim no crescimento do time. Por não ter um número de times fixos, o modelo e a fórmula do campeonato varia de ano a ano.

## Títulos

### Por clube
| Clube                  | Títulos         | Vices           | 3º lugar              | 4º lugar        |
| ---------------------- | --------------- | --------------- | --------------------- | --------------- |
| Caçador                | 2 (2012 e 2019) | 2 (2011 e 2022) | 2 (2010 e 2018)       | 1 (2009)        |
| Blumenau               | 2 (2017 e 2021) | 2 (2013 e 2023) | 1 (2006)              |                 |
| Tubarão                | 2 (2007 e 2023) |                 | 1 (2005)              |                 |
| Próspera               | 2 (2005 e 2018) |                 |                       |                 |
| Itajaí                 | 1 (2016)        | 2 (2018 e 2019) | 1 (2021)              | 2 (2020 e 2022) |
| Fluminense-SC          | 1 (2024)        | 1 (2016)        | 1 (2022)              |                 |
| Porto-SC               | 1 (2008)        | 1 (2024)        |                       | 2 (2017 e 2023) |
| Inter de Lages         | 1 (2013)        |                 | 3 (2007, 2011 e 2012) | 1 (2010)        |
| Santa Catarina         | 1 (2022)        |                 |                       | 2 (2008 e 2015) |
| Barra-SC               | 1 (2015)        |                 |                       | 1 (2014)        |
| Juventus de Jaraguá    | 1 (2004)        |                 |                       |                 |
| Camboriú               | 1 (2006)        |                 |                       |                 |
| XV de Indaial          | 1 (2009)        |                 |                       |                 |
| Caxias-SC              | 1 (2010)        |                 |                       |                 |
| Biguaçu                | 1 (2011)        |                 |                       |                 |
| Juventus de Seara      | 1 (2014)        |                 |                       |                 |
| Atlético Catarinense   | 1 (2020)        |                 |                       |                 |
| Jaraguá                |                 | 2 (2012 e 2014) | 3 (2013, 2015 e 2024) |                 |
| Videira                |                 | 2 (2006 e 2008) |                       |                 |
| Guarani de Palhoça     |                 | 2 (2009 e 2010) |                       |                 |
| Baruch Imbituba        |                 | 1 (2007)        | 3 (2016, 2017 e 2023) | 1 (2021)        |
| Figueirense B          |                 | 1 (2005)        | 1 (2004)              |                 |
| Nação                  |                 | 1 (2020)        | 1 (2019)              |                 |
| Brusque                |                 | 1 (2004)        |                       |                 |
| Canoinhas              |                 | 1 (2015)        |                       |                 |
| Curitibanos            |                 | 1 (2017)        |                       |                 |
| Caravaggio             |                 | 1 (2021)        |                       |                 |
| Oeste                  |                 |                 | 1 (2014)              | 2 (2011 e 2012) |
| Carlos Renaux          |                 |                 | 1 (2020)              | 2 (2018 e 2019) |
| Operários Mafrenses    |                 |                 | 1 (2009)              | 1 (2005)        |
| Atlético Clube Chapecó |                 |                 | 1 (2008)              |                 |
| Concórdia              |                 |                 |                       | 1 (2004)        |
| Maravilha              |                 |                 |                       | 1 (2006)        |
| Catarinense            |                 |                 |                       | 1 (2007)        |
| Pinheiros              |                 |                 |                       | 1 (2013)        |
| Maga                   |                 |                 |                       | 1 (2016)        |

### Por cidades
| Cidade               | Títulos | Vices | 3º lugar | 4º lugar |
| -------------------- | ------- | ----- | -------- | -------- |
| Caçador              | 2       | 2     | 2        | 1        |
| Joinville            | 2       | 2     | 2        | 0        |
| Blumenau             | 2       | 2     | 1        | 0        |
| Criciúma             | 2       | 0     | 0        | 0        |
| Tubarão              | 2       | 0     | 1        | 0        |
| Jaraguá do Sul       | 1       | 2     | 3        | 0        |
| Itajaí               | 1       | 2     | 1        | 2        |
| Porto União          | 1       | 1     | 0        | 3        |
| Lages                | 1       | 0     | 3        | 1        |
| Balneário Camboriú   | 1       | 0     | 0        | 1        |
| Indaial              | 1       | 0     | 0        | 1        |
| Camboriú             | 1       | 0     | 0        | 0        |
| Biguaçu              | 1       | 0     | 0        | 0        |
| Rio do Sul           | 1       | 0     | 0        | 0        |
| Seara                | 1       | 0     | 0        | 0        |
| São José             | 1       | 0     | 0        | 0        |
| Palhoça              | 0       | 2     | 0        | 0        |
| Videira              | 0       | 2     | 0        | 0        |
| Imbituba             | 0       | 1     | 4        | 2        |
| Brusque              | 0       | 1     | 1        | 2        |
| Florianópolis        | 0       | 1     | 1        | 0        |
| Penha                | 0       | 1     | 0        | 0        |
| Orleans              | 0       | 1     | 0        | 0        |
| Nova Veneza          | 0       | 1     | 0        | 0        |
| Chapecó              | 0       | 0     | 1        | 2        |
| Mafra                | 0       | 0     | 1        | 1        |
| Xaxim                | 0       | 0     | 1        | 0        |
| Concórdia            | 0       | 0     | 0        | 1        |
| Garopaba             | 0       | 0     | 0        | 1        |
| Ilhota               | 0       | 0     | 0        | 1        |
| Maravilha            | 0       | 0     | 0        | 1        |
| São Francisco do Sul | 0       | 0     | 0        | 1        |